# 唐人街探案2
《唐人街探案2》（英語：Detective Chinatown Vol. 2）是一部于2018年上映的悬疑喜剧电影。本片是2015年电影《唐人街探案》的续集。由陈思诚編劇并执导，王宝强、刘昊然、肖央领衔主演，2018年2月16日于中国大陆、美国、马来西亚上映。中国大陆收获33.97亿人民币，目前在中国电影票房排行榜上位列第17位。

## 劇情
秦风以为自己要参加表舅唐仁的婚礼，结果是场骗局。唐仁骗秦风来纽约，另有目的。原来鼎鼎大名的唐人街教父七叔，为了在灶王庙被杀死且被取走心脏的孙子，创办一个比賽，集世界名侦探于纽约来探案，而秦风位居世界第二。没想到秦风和世界第三的日本侦探野田昊(野田ハオ)联想起一周前哈得孙河所发生的命案，一位白人女性也被杀但丢失的是肾脏。两人调出两个案发现场的的监视录像，并发现有位男子在两个案发现场皆有出现。经查证后得知这人叫宋义。谁知道秦风看到宋义是右撇子之后，发觉他不是凶手。因为种种犯罪迹象显示凶手应是个左撇子。宋义也知道秦风是最后唯一能靠的人，就赖上秦风跟唐仁了，导致三人都被警方通缉追杀 。秦风和唐仁不得不帮忙宋义找出凶手，洗清冤屈。但在秦风的天才推理下，仍然想不出凶手是谁。不过有了唐仁的风水五行知识帮助之下，秦风发觉凶手犯案的原则。依杀人地点的属性，对应到犯案的时辰，被害人的生辰八字及器官的属性，且将整个纽约当成了祭坛。最后，秦风重新回想探案的过程，和唐仁找出了凶手，阻止他再次犯案。

## 演员

### 主要演员
| 演员姓名 | 角色名称 | 介绍 |
| 王宝强   | 唐仁     | 秦風的遠房表舅，原本開了間偵探社，自詡為神探，實際上辦的都是找貓狗、送快遞之類的雜件。因為和秦風一起偵破了疑難案件，而被世界推理界認為屬於偵探組合的一員。為了高額賞金，借與阿香結婚的名義把秦風騙到紐約查案。 |
| 刘昊然   | 秦风     | 唐仁的遠房表外甥，被唐仁騙到紐約查案。 警校學生，相貌清秀，智商超高，分析力超強，過目不忘，平時說話會結巴，但分析案情時口齒流暢清晰的推理天才。推理「（犯罪大師）」世界排名第二參加者。                        |
| 肖央     | 宋义     | 為了尋找失蹤的妹妹兩年前到美國，簽證已過期。 以「小鮮肉」之名於推理「」世界排名第1998。 與案件有著千絲萬縷的關係。                                                                                             |

### 其他演员
| 演员姓名 | 角色名称   | 介绍 |
| 刘承羽   | 陈英       | 紐約警局警官，因生辰八字成為目標之一。                                                                               |
| 尚语贤   |            | 來自香港的女黑客，精通多國語言。 「」世界排名第五參加者，喜歡秦風。                                                  |
| 王迅     | 陆国富     | 七叔手下，為得到懸紅動員紐約警局及「」參加者協助破案。 暗地裏進行著不少非法勾當。 表面上作為第四名死者被殺。         |
| 白灵     | 通灵侦探   | 來自印尼，用占卜來推算。 推理「」世界排名第七參加者。                                                                |
| 妻夫木聪 | 野田昊     | 來自日本，常在社交網站上載照片。 推理「」世界排名第三參加者，經常衝擊秦風的排名。 對七叔的懸紅不感興趣，提前回日本。 |
| 佟丽娅   | 阿香       | 唐仁在泰國認識的女朋友。                                                                                             |
| 元华     | 莫友       | 莫家拳館館主，唐仁師父，武術高超，專攻要害。 誤把秦風看成一個清秀的姑娘在調戲。                                      |
| 曾江     | 七叔       | 北美所有華人幫會最高領導人，人稱「唐人街教父」 懸紅五百萬美金為死去孫兒找真兇。 最後把遺產全捐到教會。               |
| 杨金赐   | 马脸       | 陆国富手下。 |
| 王成思   | 对眼       | 陆国富手下。 |
| 范湉湉   | 柜台大姐   | 向秦风提供了宋义的信息。                                                                                             |
| 陈思诚   | 陈思诚     | 阿香的未婚夫。 |
| 黄西     | 神州司机   | |
| 赵英俊   | 管家       | |
| 宋妍霏   | 丫鬟       | |
| Micheal  | 詹姆斯醫生 | 其華裔妻子因病離世，自己也患癌症而長期服用替莫唑胺。誤解“道”而迷信永生傳說，嘗試集齊五臟煉丹，成為了連環殺手。       |

## 宣传及发行

### 上映
《唐人街探案2》于2018年2月16日（农历大年初一）在中国大陆以2D、IMAX、杜比影院（含杜比视界和杜比全景声）、杜比全景声、中国巨幕、DTS:X和ScreenX等形式正式上映。

## 制作
电影在纽约拍摄了40天。

## 票房
首日票房突破3.4亿，上座率高达76.1%，上映七天票房突破21亿跻身中国影史前五。最终票房33.97亿人民币，与获得36.5亿的《红海行动》一起成为春节大赢家。
| 上一届： 《捉妖记2》 | 2018年中国内地一周票房冠军 第8週 | 下一届： 《红海行动》 |

## 電影歌曲
| 《唐人街探案2》電影原声带 | 《唐人街探案2》電影原声带       | 《唐人街探案2》電影原声带 | 《唐人街探案2》電影原声带 | 《唐人街探案2》電影原声带                    |
| 曲序                      | 曲目                            |                           | 作曲                      | 演唱                                         |
| ------------------------- | ------------------------------- | ------------------------- | ------------------------- | -------------------------------------------- |
| 1.                        | 《搖滾唐人街》（推廣曲）        | 王家杰、任盈洁            | 王宗贤、下川和己          | 汪蘇瀧                                       |
| 2.                        | 《HAPPY扭腰》（主題曲）         | 南征北战NZBZ              | 南征北战NZBZ              | 南征北战NZBZ                                 |
| 3.                        | 《粉红色的回忆》（拜年歌）      | 袁丽人                    | 张平福                    | 王宝强、刘昊然、肖央、潘粤明、小沈阳、张子枫 |
| 4.                        | 《Welcome To New York》（插曲） | Taylor Swift、Ryan Tedder | Taylor Swift、Ryan Tedder | Taylor Swift                                 |

## 抄襲爭議
主體故事架構、細節等被指抄襲2002年電影《雙瞳》。